# Maria Józefa Wettyn (1803–1829)
Maria Józefa Amalia Wettyn, pełne imię: Maria Josepha Amalia Beatrix Xaveria Vincentia Aloysia Franziska de Paula Franziska de Chantall Anna Apollonia Johanna Nepomucena Walburga Theresia Ambrosia, Prinzessin von Sachsen (ur. 7 grudnia 1803 w Dreźnie; zm. 18 maja 1829 w Aranjuez), królowa Hiszpanii jako trzecia żona Ferdynanda VII.
Maria Józefa była córką Maksymiliana, księcia Saksonii (1759–1838) i jego pierwszej żony, księżniczki Karoliny Burbon-Parmeńskiej (1770–1804), córki Ferdynanda I, księcia Parmy. Należała do rodu Wettynów i była żarliwą katoliczką.
20 października 1819 roku wyszła za mąż za Ferdynanda VII, króla Hiszpanii. Nie mieli dzieci. Maria Józefa została pochowana w królewskiej krypcie w Eskurialu.